# Kevin Stöger
Kevin Stöger (ur. 27 sierpnia 1993 w Steyr) – austriacki piłkarz występujący na pozycji pomocnika w niemieckim klubie VfL Bochum. Wychowanek SV Ried, w trakcie swojej kariery grał także w takich zespołach, jak VfB Stuttgart, 1. FC Kaiserslautern, Paderborn 07, Fortuna Düsseldorf oraz 1. FSV Mainz 05. Młodzieżowy reprezentant Austrii.